# Gryllotalpa babinda
Gryllotalpa babinda är en insektsart som beskrevs av Otte, D. och R.D. Alexander 1983. Gryllotalpa babinda ingår i släktet Gryllotalpa och familjen mullvadssyrsor. Inga underarter finns listade i Catalogue of Life.